# Isola Rjaškov
L'isola Rjaškov (in russo остров Ряшков,  ostrov Rjaškov; in italiano "grande") è un'isola russa nel Mar Bianco. Amministrativamente fa parte del Kandalakšskij rajon dell'oblast' di Murmansk, nel Circondario federale nordoccidentale.

## Geografia
Rjaškov è un'isola del golfo di Kandalakša (Кандалакшский залив), si trova a 12 km dalla città di Kandalakša e a soli 800 m dalla costa occidentale del golfo.
L'isola è lunga 3,3 km e larga 1,5 km; una collina a sud è il punto più alto dell'isola: 73,5 m. Le coste sono in pendenza e rocciose. Una vasta area dell'isola è ricoperta da un bosco rado, c'è un piccolo lago nella parte centrale e scorre un torrente.
L'isola fa parte della Riserva Kandalakša (Кандала́кшский запове́дник) ed è luogo di nidificazione di molti uccelli, tra i quali: il gabbiano reale nordico, la gavina, la cornacchia grigia, l'edredone comune, il quattrocchi, la beccaccia di mare, la ballerina bianca. Una spedizione ornitologica del 2004 ha contato 59 specie di volatili.

## Isole adiacenti
- Isola Voronij (Остров Вороний), lunga 1,5 km; si trova 1,5 km ad est dell'isola Rjaškov 67°01′24.66″N 32°37′16.16″E.
- Isola Lodejnyj (Остров Лодейный), ubicata 1,5 km a nord-est dell'isola Rjaškov 67°02′37.96″N 32°34′55.26″E. È lunga 1,8 km e ha 900 m di larghezza. Sull'isola ci sono due piccoli laghi.
- Isola Anisimov (Остров Анисимов), a nord di Lodejnyj 67°04′19.13″N 32°34′10.76″E.
- Isola Bol'šoj Gal'muk (Остров Большой Гальмук), una piccola isola, lunga circa 800 m, si trova 3,3 km a sud-est della Rjaškov.67°00′28.67″N 32°40′19.08″E
- Isola Medvežij (Остров Медвежий), 900 metri a sud dell'isola Bol'šoj Gal'muk 66°59′41.35″N 32°39′56.83″E. Ha una lunghezza di 1,6 km e 600 m di larghezza.
- Isole Lomtišnye (Острова Ломтишные), piccole isole a sud dell'isola Rjaškov 66°58′15.33″N 32°37′33.46″E.
- Isola Golovin (Остров Головин), a est delle Lomtišnye 66°57′40.51″N 32°40′48.74″E.